# Podeonius
Podeonius là một chi bọ cánh cứng trong họ 
Elateridae.
Chi này được miêu tả khoa học năm 1858 bởi Kiesenwetter.

## Các loài
Các loài trong chi này gồm:
- Podeonius acuticornis (Germar, 1824)
- Podeonius amamiensis (Ôhira, 1996)
- Podeonius aquilus (Candèze, 1873)
- Podeonius baliemensis Schimmel, 2006
- Podeonius bicoloratus Schimmel, 2006
- Podeonius bocaki Schimmel, 2006
- Podeonius borowieci Schimmel, 2007
- Podeonius brastagiensis Schimmel, 2006
- Podeonius brignolii Schimmel, 2004
- Podeonius castelnaui (Candèze, 1878)
- Podeonius cognatus Schimmel, 2006
- Podeonius csorbai Platia & Schimmel, 2007
- Podeonius duongi Schimmel, 2006
- Podeonius fujianus Schimmel, 2003
- Podeonius haucki Schimmel, 2006
- Podeonius hergovitsi Schimmel, 2006
- Podeonius himalayanus Schimmel, 2003
- Podeonius horaki Schimmel, 2006
- Podeonius hubeiensis Schimmel, 2006
- Podeonius jendeki Schimmel, 2006
- Podeonius jenisi Schimmel, 2006
- Podeonius kradungensis Schimmel, 2006
- Podeonius kucerai Schimmel, 2006
- Podeonius kudrnai Schimmel, 2006
- Podeonius longipennis Schimmel, 2006
- Podeonius malaysianus Schimmel, 2006
- Podeonius mayonensis Schimmel, 2006
- Podeonius mentaweiensis Schimmel, 2006
- Podeonius merapiensis Schimmel, 2006
- Podeonius montisnimbae Girard, 2003
- Podeonius mus (Lewis, 1894)
- Podeonius nagaoi (Ôhira, 1968)
- Podeonius nakanaiensis Schimmel, 2006
- Podeonius namthaensis Schimmel, 2006
- Podeonius poggii Schimmel, 2006
- Podeonius pontianakensis Schimmel, 2006
- Podeonius riesei Schimmel, 2006
- Podeonius rufipes (Lewis, 1894)
- Podeonius schmidi Schimmel, 2006
- Podeonius sericeosus Schimmel, 2004
- Podeonius shaanxianus Schimmel, 2003
- Podeonius shaowuensis Schimmel, 2006
- Podeonius stolarczyki Schimmel, 2006
- Podeonius strbai Schimmel, 2006
- Podeonius subcyaneus (Kiesenwetter, 1858)
- Podeonius taiwanus (Ôhira, 1972)
- Podeonius weigeli Schimmel, 2006
- Podeonius yamamotoi (Ôhira, 1996)
- Podeonius yunnanensis Schimmel, 2006